# Roberto Vittori
Roberto Vittori, detto Bishop (Viterbo, 15 ottobre 1964), è un astronauta italiano dell'Aeronautica Militare e dell'Agenzia Spaziale Europea (ESA).

## Carriera
Roberto Vittori, meglio conosciuto anche con lo pseudonimo Bishop, è nato a Viterbo il 15 ottobre 1964. Ha frequentato l'Accademia Aeronautica italiana dal 1985 al 1989 con il Corso Eolo IV e ha conseguito il brevetto di pilota militare negli Stati Uniti d'America nel 1986. Ha volato con i Tornado nell'Aeronautica Militare dal 1991 al 1994 presso il 155º Gruppo Electronic Warfare Tactical Suppression (ETS) del 50º Stormo di Piacenza, raggiungendo la qualifica di Combat Ready. Ha conseguito il brevetto di pilota collaudatore sperimentatore nel 1995 presso la United States Navy Test Pilot School di Patuxent River, nel Maryland. Ha prestato servizio presso il Reparto Sperimentale di Volo di Pratica di Mare come pilota collaudatore per lo sviluppo della nuova piattaforma aerea europea, l'Eurofighter Typhoon. Ha al suo attivo circa 2000 ore di volo su più di 40 diversi aeromobili, tra cui l'F-104 Starfighter, il Tornado GR.1, l'F/A-18, l'AMX, Mirage 2000, G.222 e P180.
Nel luglio del 1998 è stato selezionato come astronauta dall'Agenzia Spaziale Italiana (ASI) in collaborazione con l'European Space Agency (ESA).
Nell'agosto del 1998 ha iniziato presso il Johnson Space Center a Houston, Texas il programma di formazione per missioni a bordo dello Space Shuttle e della Stazione spaziale internazionale.
Nell'agosto del 2001 ha iniziato l'addestramento come ingegnere di bordo presso il Centro Sperimentale Statale di Ricerca Scientifica per l'Addestramento Cosmonauti "Yuri Gagarin" di Città delle Stelle (Oblast' di Mosca).
Fonti

## Missioni

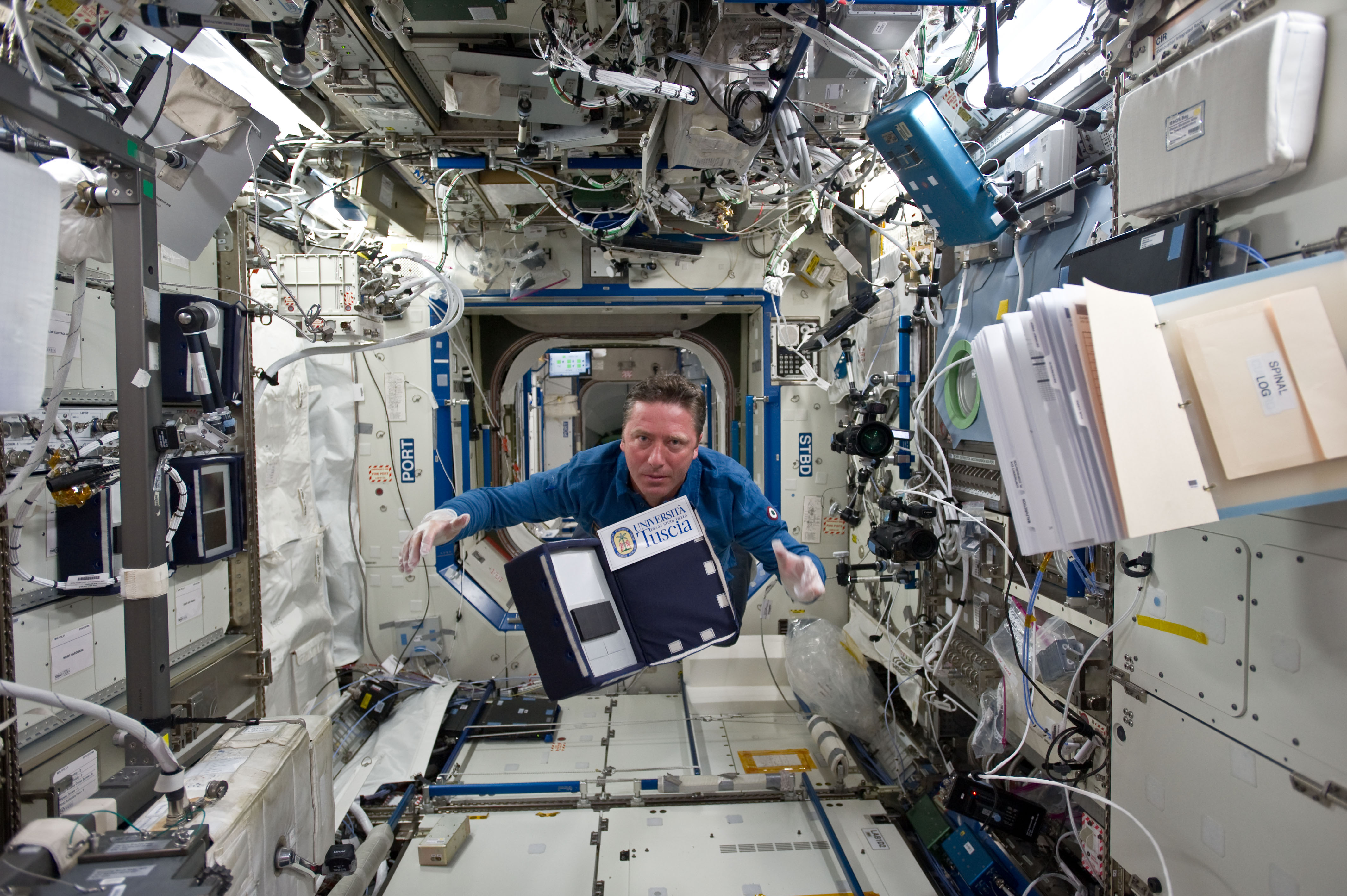
Roberto Vittori fluttua nel modulo Destiny della Stazione spaziale internazionale durante la missione STS-134.

Dal 25 aprile (TM-34) al 5 maggio 2002 (TM-33), Roberto Vittori ha partecipato alla missione volo taxi "Marco Polo" presso la Stazione spaziale internazionale (ISS), nell'ambito di un accordo di programma tra l'Agenzia Spaziale Russa Roskosmos, l'Agenzia Spaziale Italiana, e l'ESA. Durante la sua permanenza a bordo della Stazione Spaziale Internazionale ha lavorato a fianco al resto dell'equipaggio e seguito quattro esperimenti scientifici per il programma europeo.
Il 15 aprile 2005 ha partecipato ad un secondo volo-taxi "Eneide"  pilotando la navetta Sojuz (TMA-6) all'approccio con la ISS, dove ha condotto degli studi per conto dell'Agenzia Spaziale Italiana, tra cui Lazio (Low altitude zone ionization observatory), patrocinato dalla regione Lazio: una serie di esperimenti di affaticamento fisico e germinazione di semi di piante erbacee per una possibile fonte di cibo spaziale. Vittori diviene il primo astronauta europeo a visitare due volte la ISS e ritorna a Terra il 24 aprile dello stesso anno a bordo della capsula Sojuz TMA-5. È stato il primo astronauta europeo a conseguire la qualifica di comandante Soyuz.
Il 16 maggio 2011 è decollato con la missione Shuttle STS-134 nel ruolo di mission specialist.

## Vita privata
- È titolare del nominativo di stazione di radioamatore IZ6ERU con il quale ha effettuato molti collegamenti con scuole italiane a bordo della Stazione spaziale internazionale (ISS) sulla frequenza VHF di 145,8 MHz in FM.
- Nel 2008 ha prestato la sua voce per un cameo nell'edizione in lingua italiana del film WALL•E, interpretando alcune battute di un robot a bordo della navicella spaziale Axiom.
- Ha vissuto per molti anni a Città di Castello; dal 2007 risiede con la famiglia a Sansepolcro, dividendosi tra questa città e gli Stati Uniti d'America per motivi professionali. Proprio in onore della città di Sansepolcro ha portato una piccola balestra (denominata Petra de Burgo, dal più illustre cittadino di Sansepolcro Piero della Francesca, che si firmava Petro de Burgo) nell'ultima missione dello Space Shuttle Endeavour STS 134 dal 16 maggio al 1º giugno 2011, eseguendo dei tiri dimostrativi in assenza di gravità in omaggio al Palio della Balestra[9].